# Gerardo Reinoso
Gerardo Manuel Reinoso Torres (La Rioja, Argentina. 16 de mayo de 1965) es un futbolista argentino retirado y actual entrenador. Inició su carrera en Independiente, donde se consagró campeón de la Copa Libertadores 1984 y la Copa Intercontinental, luego defendió los colores de River Plate y tuvo un importante paso por Universidad Católica en Chile, donde fue subcampeón de Copa Libertadores 1993, ganó la Copa Chile 1991 y la Liguilla Pre-Libertadores en 1991 y 1992. 
En 1990 se consagró goleador de Copa Chile con 13 tantos, compartiendo el cetro junto a  junto a Aníbal González y Adrián Czornomaz.
En su estadía en la Universidad Católica, por campeonatos nacionales jugó 93 partidos, marcando 34 goles. En Copa Chile marcó 30 goles y en Copa Libertadores 8. En total con La Franja, convirtió 72 anotaciones oficiales.
Además se desempeñó en otros países como México, Bolivia y Colombia, donde entre 1994 y 1995 defendió al Independiente Santa Fe.
Como entrenador fue campeón en El Salvador.

## Clubes

### Como jugador
| Club                     | País      | Año       |
| ------------------------ | --------- | --------- |
| Independiente            | Argentina | 1983-1987 |
| River Plate              | Argentina | 1988      |
| Universidad Católica     | Chile     | 1989-1993 |
| → Boca Juniors (cedido)  | Argentina | 1991      |
| → Independiente (cedido) | Argentina | 1992      |
| Correcaminos             | México    | 1993-1994 |
| Independiente Santa Fe   | Colombia  | 1994-1995 |
| LDU Quito                | Ecuador   | 1995      |
| Santiago Wanderers       | Chile     | 1996      |
| Palestino                | Chile     | 1997      |
| Banfield                 | Argentina | 1997      |
| Deportivo Cali           | Colombia  | 1998      |
| Jorge Wilstermann        | Bolivia   | 1998-1999 |
| Unión Española           | Chile     | 1999      |
| General Paz Juniors      | Argentina | 2000      |
| Patronato                | Argentina | 2001-2002 |
| Oriente Petrolero        | Bolivia   | 2003      |

### Como entrenador
| Club                   | País        | Año       |
| ---------------------- | ----------- | --------- |
| Rangers                | Chile       | 2004      |
| Rangers                | Chile       | 2006      |
| CD Luis Ángel Firpo    | El Salvador | 2008      |
| San Telmo              | Argentina   | 2009-2010 |
| San Telmo              | Argentina   | 2011      |
| Andino                 | Argentina   | 2014      |
| Deportes Valdivia      | Chile       | 2014-2015 |
| Trasandino             | Chile       | 2016      |
| Club Deportivo Heredia | Guatemala   | 2023      |
| Ciclón                 | Bolivia     | 2023      |
| Aguará                 | Chile       | 2025      |

## Palmarés

### Como jugador

#### Torneos nacionales oficiales
| Título           | Club                 | País      | Año  |
| ---------------- | -------------------- | --------- | ---- |
| Primera División | Independiente        | Argentina | 1983 |
| Copa Chile       | Universidad Católica | Chile     | 1991 |
| Primera B        | Unión Española       | Chile     | 1999 |

#### Torneos internacionales oficiales
| Título                | Club          | Sede       | Año  |
| --------------------- | ------------- | ---------- | ---- |
| Copa Libertadores     | Independiente | Avellaneda | 1984 |
| Copa Intercontinental | Independiente | Tokio      | 1984 |

### Como entrenador

#### Torneos nacionales oficiales
| Título                          | Club                | País        | Año    |
| ------------------------------- | ------------------- | ----------- | ------ |
| Primera División de El Salvador | CD Luis Ángel Firpo | El Salvador | C-2008 |

### Distinciones individuales
| Distinción                        | Año  |
| --------------------------------- | ---- |
| Goleador de Copa Chile (13 goles) | 1990 |